# Мерк, Томас
Томас Мерк или Томас Мерке (англ. Thomas Merke; умер в 1409/10) — английский клирик, епископ Карлайла в 1397—1399/1400 годах. Был одним из ближайших советников короля Ричарда II, участвовал в расправе над лордами-апеллянтами, поддерживал Ричарда до конца во время мятежа Генриха Болингброка. Примкнул к Крещенскому заговору (декабрь 1399 — январь 1400), из-за чего оказался в Тауэре и был осуждён как изменник, но позже получил помилование. Мерк стал героем пьесы Уильяма Шекспира «Ричард II» и ряда её экранизаций. В XVII веке его речь в защиту Ричарда использовалась сторонниками «божественного права».

## Биография
О происхождении Томаса Мерка источники ничего не сообщают. При этом в Дрейтоне в Мидлсексе жила землевладельческая семья Мерков, которая в период между 1365 и 1429 годами была довольно тесно связана с бенедиктинским аббатством в Вестминстере. Именно в этом аббатстве монашествовал Томас на начало 1397 года. До этого он окончил Оксфордский университет и стал доктором богословия. В ноябре 1395 года Мерк был в числе делегатов, направленных от университета королю с просьбой об искоренении ереси лоллардов.
Приблизительно 23 апреля 1397 года Томас был посвящен в епископы города Карлайл. Это назначение говорит о доверии к нему со стороны короля Ричарда II, который вообще питал симпатию к Вестминстерскому аббатству. В том же году Мерк вместе с Эдуардом Норвичским, графом Ратлендом, и Томасом Моубреем, графом Ноттингемом, совершил поездку в Германию с дипломатическими поручениями к нескольким местным князьям. Он вернулся к осени и принял участие в работе Вестминстерского парламента, осудившего лордов-апеллянтов; Мерк передал архиепископу Кентерберийскому приказ не приходить на заседания, а также, по-видимому, оказался в числе прелатов и лордов, осудивших за измену дядю короля — Томаса Вудстокского, герцога Глостера. 30 сентября епископ вместе с другими князьями церкви поклялся на мощах святых, что будет сохранять верность Ричарду.
В 1398 году Мерк ездил вместе с Джоном Монтегю, 3-м графом Солсбери, во Францию, чтобы добиться выплаты приданого Изабеллы Валуа, жены Ричарда. В своей епархии он, возможно, не побывал ни разу, будучи занят делами короля. Некоторые источники причисляют Мерка к «плохим советникам» Ричарда — к тем людям, которые потакали королевским слабостям и помогали своему господину разными способами выжимать деньги из подданных. Монарх назвал Томаса как одного из своих душеприказчиков в завещании, датированном 16 апреля 1399 года; в том же году он взял епископа с собой в ирландский поход.
В отсутствие Ричарда в Англии высадился изгнанный прежде Генрих Болингброк, который поднял мятеж и встретил практически всеобщую поддержку. Мерк сопровождал короля на его пути из Ирландии в Уэльс и в дальнейшем оставался с ним до конца. Он советовал Ричарду плыть в Бордо, а когда тот начал переговоры с одним из главных мятежников, Генри Перси, графом Нортумберлендом, настаивал на принесении Перси клятвы об отсутствии злых помыслов. Сдаваясь восставшим лордам, король сначала добился обещания, что восьми его приближённым, включая Мерка, не причинят зла. Некоторое время епископ, по-видимому, провёл под стражей, но он присутствовал при оглашении отречения Ричарда в парламенте 30 сентября 1399 года и был вызван в первый парламент нового короля Генриха IV (6 октября того же года). По данным одного из хронистов, Мерк открыто выступил в поддержку Ричарда II, но этот смелый шаг не имел никаких последствий.
Слуги нового короля предъявили епископу обвинение в причастности к убийству герцога Глостерского. По одним данным, Мерк смог полностью оправдаться и сохранил своё положение, по другим, он потерял епархию. В любом случае Томас в последующие месяцы оставался в Лондоне и окрестностях и сохранял преданность Ричарду. Он участвовал во встрече сторонников бывшего короля, состоявшейся 17 декабря 1399 года в Вестминстерском аббатстве; на неё пришли Томас Холланд, 3-й граф Кент, Джон Холланд, 1-й граф Хантингдон, Томас ле Диспенсер, 2/6-й барон Диспенсер, Эдуард Норвичский, Джон Монтегю, 3-й граф Солсбери, и Ральф Ламли, 1-й барон Ламли. Было решено убить Генриха IV в Виндзорском замке и вернуть Ричарду корону. Эта затея, известная как Крещенский заговор, полностью провалилась, почти все её участники были казнены. Мерк 10 января 1400 года оказался в Тауэре. 27 января начался суд по обвинению в измене, присяжные признали Томаса виновным, но окончательное решение было отложено; 28 ноября Мерк получил королевское помилование и вышел на свободу. Епископский сан он потерял ещё до этого (не позже 23 июня).
Теперь у Мерка не было никаких источников дохода. Учитывая это, Генрих IV разрешил ему (21 марта 1401 года) обратиться к папе Бонифацию VIII с просьбой о новом бенефиции при условии, что это будет не епархия и что годовой доход от бенефиция не будет превышать сто марок. Мерк получил от папы доходы с Месема в Йоркшире, но его права на этот дар вскоре были оспорены; тогда король повысил возможный максимум до трёхсот марок в год и сам подарил Томасу дом священника в Стерминстер Маршалл (графство Дорсет). Несколько раз Мерк замещал епископа Уинчестера, когда кафедра освобождалась. В 1406 году он в качестве представителя архиепископа открыл своей проповедью церковный собор в Кентербери. Предположительно Томас был одним из трёх английских клириков, которые поддержали апелляцию кардиналов к папе римскому Григорию XII в Лукке в 1408 году. Он умер в 1409 или 1410 году.

## Память
Выступление Томаса Мерка в защиту низложенного Ричарда II приобрело известность в последующую эпоху. О нём пишут тюдоровские историки Эдвард Холл и Рафаэль Холиншед, у Джона Хейворда («История Генриха IV», 1599) речь епископа превратилась в цветистое рассуждение о правах королей, изобилующее цитатами из Священного писания и античных авторов. При этом Холл и Хейворд пишут, будто Мерка осудили за это выступление, и вскоре он умер. Епископа Карлайла часто упоминали в своих работах сторонники божественного права времён революции, доказывавшие, что подданные не имеют права свергать и судить своих королей. Только в XVIII веке историк-виг Уайт Кеннет поставил под сомнение как текст речи Мерка, имевший хождение в учёной литературе, так и саму историю о выступлении епископа в защиту монарха.
Томас Мерк стал персонажем пьесы Уильяма Шекспира «Ричард II». В первой сцене четвёртого акта он произносит речь, доказывая, что судить короля — «ужасный грех», и его тут же берут под стражу. Мерк появляется и в телевизионных фильмах, снятых по Шекспиру. В частности, в первой части цикла «Пустая корона» его играет темнокожий актёр Лусиан Мсамати.